# ۳۱۸ (قمری)
۳۱۸ قمری، سیصد و هجدهمین سال در تقویم هجری قمری

## زادگان
- یعقوب ابن کلس، وزیر مصری فاطمیان و یهودی که مسلمان شد.